# Miklarji
Miklarji (tudi Miklerji, nemško Brunngeräuth, kočevarsko Prunngreit) so opuščeno naselje v občini Črnomelj. Naselje leži na planoti po dvokilometrskem vzponu po makadamski cesti iz Bistrice in pred vrhom Poljanske gore z Židovcem na levi in Bukovo goro na desni strani planote. Slovensko ime izhaja najbrž od prvega naseljenca Mikla, nemško pa okrajšava za "Brunnengeräuth" pa lahko prevedemo kot "urejen izvir ali vodnjak", pri čemer je prav lahko mišljen bližnji Miklarjev zdênec (pog.studenec), ki izvira iz Miklarske jame in spada v vodno zaledje Dobličice. Severozahodno od Miklarjev je kraška depresija Mrzla draga (tudi Mrzle Drage), dober kilometer naprej po cesti proti Brezovici pa manjši opuščeni kamnolom  Vražji kamen. Sosednje vasi so že omenjena Bistrica ter opuščeni Bukova gora in Topli vrh. Na podirajoči se logarnici je reper z nadmorsko višino 509 m.
Zaradi višje lege se vrtnine sejejo in sadijo v maju, od žitaric uspeva le oves, sicer pa je zemlja primerna za kmetijstvo in živinorejo, v bližini sta tudi vsaj dva vodna vira, od katerih je najbližji Miklarjev zdênec.

## Zgodovina
Viri navajajo poseljenost neposredne okolice kraja (Židovec - utrjena naselbina) vsaj v pozni antiki , prav tako rimsko oskrbovalno cesto iz Vrhnike preko Mozlja, Nemške Loke, Miklarjev, Dragatuša do Žuničev, kjer se je združila s cesto, ki je prišla iz Trsata. 
Miklarji ležijo ob robu področja, ki so ga naseljevali Kočevarji. Pri naselju se srečata pot, ki je vodila od Nemške Loke do Griča in pot iz Dobličke gore preko Poljanske gore v Poljansko dolino in vasi Podgoro, Čeplje in Vimolj. Po avstrijskih vojaških zemljevidih lahko ugotovimo, da je bila makadamska cesta iz Dobličke gore čez Bistrico, Miklarje , Bukovo goro do Brezovice zgrajena šele kasneje, nekako v prvi polovici 19. stoletja. 
O zgodovini kraja lahko nekaj razberemo iz vojaških zemljevidov Habsburške monarhije (v prilogi). Obstajajo trije zemljevidi teh krajev, časovno iz 18. in 19.stoletja, risani so v merilu 1:25000 tako, da so hiše na njih označene.
Na prvem zemljevidu (Innerösterreich (1784-1785) - First Military Survey) se kraj imenuje Mihlere, vsebuje dve domačiji na nasprotni strani poti približno na mestu današnje logarnice. Hiši sta obdani z gospodarskimi poslopji in njivami, kaže, da gre za dve kmetiji. Kraj je povezan s potjo, ki se izogne Bistrici in vodi do Griča z odcepom na Maverlen. Ta pot se 300m za vasjo razcepi na desno proti Bukovi gori in levo strmo čez Poljansko goro v Podgoro, Čeplje in Vimolj. Ta čas morda sovpada z razbojnikom Miklarskim Brausetom, o katerem govori ljudsko izročilo (vir 7).
Drugi zemljevid (Illyria (1829-1835) - Second military survey of Habsburg empire) imenuje kraj Brunngeräuth, je podoben prejšnjemu, kaže pa, da je ostala ena sama hiša z gospodarskim poslopjem.
Tretji zemljevid (Habsburg Empire (1869-1887) -Third military survey) pa ima že vrisano današnjo cesto preko Bistrice, ki je povezala  Brezovico z Dobličko goro, Gričem in Dobličami. Zgradili so jo torej sredi 19.stoletja. Naselje ima obe imeni, Miklarje in Brunngeräuth, naštejemo pa lahko vsaj deset gospodarskih objektov, od tega vsaj dve domačiji. Prva je približno na mestu današnje logarnice, druga na hribčku levo od studenca, ostali pa so na odcepu poti čez Poljansko goro. Na tem mestu so še vedno vidne razvaline hiše in ostanki vodnjaka, v katerem je še voda. Ostanke hiš je mogoče najti tudi na bližnji vzpetini.
Poštarji beležijo, da so 28.oktobra 1884 vpeljali postiljonsko poštno-prometno povezavo med Črnomljem in Kočevjem, tako da je po tej cesti skozi Miklarje in Dobliče vozil kočevski postiljon. Postiljoni so prenehali z vožnjo šele ob prihodu železnice, torej leta 1914.
V viru 8 najdemo naslednjo podatke iz popisa prebivalcev Miklarjev:
|           | 1869 | 1880 | 1890 | 1900 | 1910 | 1921 | 1931 | 1936 | 1948 | 1953 | 1961 | 1971 | 1981 |
| --------- | ---- | ---- | ---- | ---- | ---- | ---- | ---- | ---- | ---- | ---- | ---- | ---- | ---- |
| Skupaj    | 5    | 13   | 6    | 5    | 31   | 6    | 3    | 6    | 0    | 3    | 13   | 4    | 0    |
| Kočevarji |      | 3    | 1    | 3    | 1    | 0    | 0    | 0    | 0    |      |      |      |      |
| Slovenci  |      | 6    | 5    | 2    | 2    | 6    | 3    | 6    | 0    | 3    | 4    | 4    | 0    |
| Hiš       | 3    | 3    | 2    | 2    | 2    | 1    | 1    | 1    | 1    | 1    | 1    | 1    | 1    |

Kjer se skupno število ne ujema, gre po viru za prebivalce, ki se niso opredelili, ali za prebivalce drugih narodnosti. Od leta 1973 naprej logarnica ni naseljena.

## NOB
V nedeljo 10.avgusta 1941 so prvi partizani kasnejše Belokranjske čete naselili kraško vrtačo pod vrhom 838m visokega Židovca, dobre pol ure hoda od Miklarjev. Konec avgusta je skupina štela 13 članov, 20.septembra pa 15 in takrat so se iz varnostnih razlogov preselili v novo taborišče na Volčje glavice pri Kozlovem zdencu. Datuma se glede na vire razlikujeta za nekaj dni.
7.maja 1942 poskuša italijanska enota iz Črnomlja okoli Miklarjev in Bukove gore neuspešno izslediti partizansko enoto, ki so jo cenili na 20 borcev. 
1.junija 1942 italijanska kolona prodre iz Miklarjev čez Poljansko goro in prepreči partizansko osvoboditev Starega trga ob Kolpi.
Zadnje dni junija 1942 se je na Debelem vrhu v bližini Miklarjev med italijansko ofenzivo zbral 2.bataljon Belokranjskega odreda.
V letu 1942 je bila na Miklarjih nekaj časa rekonvalescentna bolnica Bobovec (vir 8).
10.oktobra 1942 je italijanska kolona prodirala iz Kočevja preko Koprivnika v Belo krajino in pri Miklarjih iznenadila tamkajšnji civilni logor, v katerem so prebivale partizanske družine iz Črnomlja in okolice. Žrtev ni bilo, ljudje so se razbežali, Italijani so odpeljali 18 glav živine, logor pa zažgali. Ženske in otroci so se zatekli v Dolenjo Podgoro.
29.junija 1943 sta se po napadu na Predgrad Gubčeva in Tomšičeva brigada iz Kozic nad Predgradom ob obstreljevanju italijanskega topništva in letal premaknili mimo Zagozdaca in Podgore preko Miklarjev v Belo krajino.
14.novembra sta se ob sovražnem vdoru iz Kočevja pri Miklarjih ob 6h zjutraj pomotoma spopadli nemška in domobranska skupina, ki naj bi uničila glavne in zaledne partizanske enote v Beli krajini. Prvi so prišli iz Koprivnika po cesti, drugi pod vodstvom Rupnikovega sina pa iz Mrzlih drag in se ob 6h zjutraj v megli srečali. Spopad je skupini toliko zadržal in opozoril partizane, da so se lahko pravočasno umaknili. Ostanki streliva, bombe, čelade in celo človeška lobanja iz te bitke so ležali po okoliškem grmovju še v šestdesetih.

## Povojno obdobje
Po vojni, leta 1945, so bili Miklarji z okoliškimi gozdovi nacionalizirani. Leta 1946 je bila zgrajena logarnica[vir 9] s štirimi velikimi sobami v pritličju in tremi v nadstropju, podkletena z dvema obokanima hlevoma, ter gospodarski objekt na drugi strani ceste, pokrit s skodlami in služi kot senik in drvarnica. Gozdna gospodarstva so gradila logarnice predvsem zato, ker so biti takratni gozdarji tudi gozdni čuvaji. V levih sobah logarnice je živela gozdarjeva družina, v desnih pa pogosto gozdni delavci, tudi iz Bosne, domači furmani in lastniki bosenskih konjičev, ki so iz gozda nosili metrska drva. Konji so se napajali v Miklarjevem zdêncu. Oglarji iz Bosne so tudi postavljali kope in žgali oglje, pretežno domači delavci pa so delali gozdne ceste pretežno ročno. V večje kamne so vrtali luknje z zaporednim udarjanjem po dletu, prislonjenem ob kamen, in njegovim obračanjem. Ko je bila luknja zvrtana, so skalo razstrelili z dinamitom.
Nekaj časa je skupina okoliških delavk pogozdovala, večino smrek v okolici pa je pred 60 leti zasadila gozdarjeva družina.
Prva leta po vojni so imeli črnomaljski čebelarji na Miklarjih opazovalni panj, donose iz tega področja so redno objavljali v Slovenskem čebelarju.
Zgornje prostore logarnice so nekaj časa imeli v najemu lovci lovske družine Loka Črnomelj, nato pa so se preselili na Topli vrh in nazadnje na Bistrico.
Νa sprednjo steno logarnice sta bili postavljeni spominski plošči, leva v NOB padlima lovcema, desna pa v spomin prvim belokranjskim partizanom.
Prebivalci so se oskrbovali z vodo iz velikega vodnjaka na levi strani logarnice, živino pa so napajali tudi v Miklarjevem studencu. Elektrike logarnica ni nikoli imela, tudi v sedemdesetih ne, ko je steklo električno omrežje samo lučaj od hiše. 
Leta 1973 so po šestnajstih letih bivanja na Miklarjih zadnji stalni prebivalci zapustili logarnico ter se preselili v novozgrajeno hišo v Črnomlju.
Leta 1991 so bili Miklarji z okolico v postopku denacionalizacije vrnjeni potomcu prejšnjega lastnika. 
Čebelarsko društvo Črnomelj je od leta 2004 naprej imelo v bližini logarnice nekaj let plemenišče in opazovalni panj s tehtnico. 
Potem, ko je bila logarnica vsaj tri desetletja prazna, je bilo vanjo večkrat vdrto, zaradi nevzdrževanja pa je leta 2021 streha popustila in hiša je obsojena na propad. 

### Prometne povezave
Skoraj dve desetletji po vojni so ljudje preko Miklarjev potovali peš, z volovsko in manj s konjsko vprego. Peš so hodili posebej prebivalci vasi Podgora, Zagozdac, Čeplje in Vimolj, hodili so obdelovat vinograde pretežno v Doblički gori. Niso pešačili po cesti, temveč so ubirali bližnjice, ki so se ujemale s staro potjo. Iz Podgore v Dobličko goro se je dalo priti v dveh urah, prav tako iz Miklarjev v Črnomelj, nazaj pa malo več. Marsikdaj je kdo od pešcev tovoril na hrbtu lesen barilec z vinom, na Miklarjih omagal pod težo, se malo okrepčal, pa je šlo potem lažje v hrib čez Poljansko goro. Z voli so kmetje iz doline vozili seno iz bližnjih košenic, Mrzlih drag in Bukove gore ter drva iz gozdov, pa tudi tisti iz Poljanske doline so hodili z volovskimi vpregami v svoje vinograde. Ena od pomembnih razlik med konjsko in volovsko vprego je, da mora voznik vso pot prehoditi pred voli. Osebnih avtomobilov ni bilo, je pa še ameriški vojni džems vozil pesek iz peskokopa v Čepljah. Nekaj časa so drobili kamen tudi v kamnolomu Vražji kamen. Kasneje je vozilo pesek še nekaj tovornjakov, tako da se je z njimi dalo priti v Črnomelj in nazaj. Les se je vozil s prvimi tovornjaki iz TAM Maribor, ki so bili narejeni po Deutzovi licenci. Šofer je pripeljal s seboj tudi dva nakladača, ki sta s cepini skotalila hlode na kamion po lesenih legah iz nekoliko dvignjenega lagerja, kamor so hlode privlekli konji. V začetku šestdesetih pa so se kar množično pojavili Tomosovi mopedi in bolj redki 250 kubični motorji Puch, tudi narejeni v Tomosu. 
Enkrat v tem času je iz Starega trga pričel voziti tudi avtobus, a samo ob četrtkih. To je bil razdrapan OM z motorjem spredaj v kabini, v prvi prestavi je ropotajoč komaj lezel v klanec. V šolskem letu 1961/62 je pričel voziti avtobus vsak dan in pobiral šolarje iz okoliških vasi v Črnomelj, a samo leto in pol, nato pa je linija zamrla.
Prvi zelo redki fički so se pojavili v začetku šestdesetih, sredi šestdesetih pa so konjske in volovske vprege zamenjali prvi traktorji.
V šolskem letu 1963/64 se je stanje prometne povezanosti izboljšalo. Avtobus je odpeljal ob 5:00 iz Črnomlja, bil na 5:45 na Miklarjih in ob 6:00 prispel na Brezovico, kjer se je srečal z avtobusom, ki je peljal iz Starega trga v Ljubljano. Prebivalci Poljanske doline so prestopili za Črnomelj, ob 7:00 je na Miklarjih naložil prva šolarja, nato pa še ostale vse do Črnomlja, kamor je prišel nabit ob 7:45, četrt ure pred začetkom pouka. Popoldne se odpeljal iz Črnomlja ob 13:30 bil ob 14:15 na Miklarjih, nato pa naprej v Stari trg. Nazaj grede se je ob 17:30 spet srečal z avtobusom iz Ljubljane v Stari trg, bil ob 17:45 spet na Miklarjih in ob pol sedmih v Črnomlju. Avtobus je imel obvezne petminutne postanke v gostilnah na Brezovici in Bistrici. Tako so bili Miklarji dobro povezani celo z Ljubljano.
Vsega lepega je bilo konec enkrat v osemdesetih z izgradnjo ceste, ki je povezala Stari trg s Črnomljem preko Vrhgore, Miklarji so ostali brez avtobusne povezave.
No, občasno se na makadamski državni cesti, ki gre skozi Miklarje, vseeno kaj dogaja.
Zaradi številnih jam in brezen v okolici so Miklarji pravi jamarski raj.
Danes vodi preko Miklarjev Poljanska kolesarska pot, pa tudi druge kolesarske poti.

## Povezave
1. Zemljevid kraja na www3.gov.si Arhivirano 2005-12-25 na Wayback Machine.
2. Kočevarska imena vasi
3. Nives Šabanovič, Izvor Vražjega kamna pri Miklarjh nad Belo krajino, diplomsko delo, Ljubljana 1916,
4. Pokrajinski muzej Kočevje
5. Jasna Šiligoj, Geologija območja zaledja Dobličice, Geološki zavod Slovenije
6. KOčevarji
7. Miklarji na prvem vojaškem zemljevidu Habsburške monarhije, 18. stoletje
8. Miklarji na drugem vojaškem izvedenskem zemljevidu vojske Habsburške monarhije
9. Miklarji na tretjem vojaškem izvedenskem zemljevidu vojske Habsburške monarhije
10. Rekonvalescentna bolnišnica Bobovec
11. Poljanska kolesarska pot, pa tudi kolesarske poti.